# Попаснянский вагоноремонтный завод
ОДО «Попасня́нский вагоноремо́нтный заво́д» — довольно молодое железнодорожное предприятие, расположенное в городе Попасная Луганской области, начавшее свою деятельность с декабря 2007 года. В этих целях заключен договор аренды целостного имущественного комплекса с Региональным отделением Фонда Государственного имущества в Луганской области.
Продукция предприятия сертифицирована в системе УкрСЕПРО (полувагон мод. 12-9745, тележки двухосные 18-1750 и 18-100, колесные пары, оси чистовые вагонные РУ1Ш, триангели тормозной рычажной передачи, резервуары воздушные).
Предприятие имело сертификаты соответствия в системе ССФЖТ (полувагон мод. 12-9745, тележки двухосные 18-1750 и 18-100, колесные пары, оси чистовые вагонные РУ1Ш, триангели тормозной рычажной передачи, резервуары воздушные). На данный момент действие сертификатов соответствия в системе ССФЖТ приостановлено, сбыт продукции в страны СНГ закрыт.
В ОДО «Попаснянский ВРЗ» действует система менеджмента качества ISO 9001:2008.
Освоен полный цикл производства по изготовлению и ремонту полувагонов. В настоящее время завод специализируется на капитальном, текущем и деповском ремонте грузовых вагонов.

## История
В 1933 году начато строительство Попаснянского вагоноремонтного завода.
В 1935 году строительство продолжалось, а на заводских колеях внедрялся капитальный ремонт 2-осных вагонов. К 1 мая 1935 года ГП «Попаснянский ВРЗ» выпустил с капитального ремонта первый вагон.
С начала производственной деятельности заводом отремонтировано около 450 тыс. вагонов.
В 1939 году производственные мощности завода полностью введены в эксплуатацию.Проектная мощность — ремонт 4500 единиц 2-осных и 4-осных грузовых вагонов в год.
Во время Великой Отечественной войны завод эвакуирован в Орджоникидзе, где изготовлял продукцию для военных нужд (на базе местного вагоноремонтного завода), а затем в Тбилиси. В 1943 году после освобождения Донбасса началось восстановление Попаснянского ВРЗ.
11 мая 1944 года выпущен первый вагон после освобождения города от немецко-фашистских захватчиков, к концу этого года с ремонта вышли 350 вагонов. Уже к 1948 году достигнут довоенный уровень производства.
В 1967 году на предприятии был открыт музей истории завода. Кроме того, с 1967 года завод начал производить товары народного потребления.
С 1971 года завод подвергался реконструкции. В 1978 году завершены строительно-монтажные работы по реконструкции завода. С 1980 года начато строительство литейно-механического комплекса, сданы в эксплуатацию пожарное депо, главный склад, гараж на 50 автомашин. В эти годы также велось строительство сталелитейного цеха, корпусов механических цехов, объединенных бытовых помещений, столовой на 220 мест, инженерного корпуса и других объектов.
В 1990 году отремонтировано наибольшее количество вагонов за всю историю Попаснянского ВРЗ — 16725 вагонов при численности трудящихся 3275 лиц (в том числе 1315 женщин). Как и для других предприятий, в начале 1990-х годов для завода настали не лучшие времена, поскольку в сравнении с 1990 годом объемы ремонта вагонов значительно уменьшились. Вдвое снизилась численность работников.
После провозглашения независимости Украины завод перешёл в ведение министерства транспорта Украины.
В марте 1995 года Верховная Рада Украины внесла завод в перечень предприятий, приватизация которых запрещена в связи с их общегосударственным значением. В августе 1997 года завод был включён в перечень предприятий, имеющих стратегическое значение для экономики и безопасности Украины.
В 2004—2005 г.г. освоено строительство 4-осного полувагона модели 12-9745. В декабре 2007 года начался новый этап в развитии завода. Создано новое предприятие — Общество с дополнительной ответственностью (ОДО) «Попаснянский вагоноремонтный завод», которое начало свою деятельность, арендуя имущественный комплекс у Государственного предприятия. В этих целях заключен договор аренды целостного имущественного комплекса с Региональным отделением Фонда Государственного имущества в Луганской области.
Отремонтированы бытовые помещения в цехах и заводская столовая, для сборки и сдачи новых вагонов построен специальный корпус.
В период 2011—2012 г.г. установлен и введен в эксплуатацию комплекс современного оборудования производства ООО НПФ «Техвагонмаш» по изготовлению новых полувагонов, в полном цикле, с производственной мощностью до 6000 полувагонов в год. Построен корпус для сборки и сдачи новых вагонов, отремонтированы бытовые помещения в цехах, заводская столовая.
В декабре 2017 года официально продлен договор аренды целостного имущественного комплекса.

## Продукция
Завод аттестован на право выполнения ремонта и строительства подвижного состава, выполняет строительство новых полувагонов модели 12-9745, производит капитальный, деповской и текущий ремонт следующих типов вагонов:

•	4-осных полувагонов

•	хопперов-цементовозов

•	хопперов-зерновозов

•	8-осных цистерн

•	крытых вагонов

• платформ

•	минераловозов

•	сажевозов

•	окатышевозов

•	коксовозов

•	транспортеров
Кроме того, завод выпускает широкую номенклатуру запасных частей и комплектующих для ремонта подвижного состава железных дорог, в том числе:

•	крышку люка грузового полувагона

•	триангеля

•	оси вагонные чистовые

•	колесные пары

•	тележки для грузовых вагонов

•	резервуары воздушные и другие.